# La Brigue
La Brigue település Franciaországban, Alpes-Maritimes megyében. Lakosainak száma 741 fő (2022. január 1.). La Brigue Fontan, Saorge, Tende, Briga Alta, Chiusa di Pesio, Entracque, Limone Piemonte és Triora községekkel határos.

## Népesség
A település népességének változása:
| Lakosok száma | 582  | 495  | 618  | 630  | 719  | 706  | 700  | 696  | 696  | 741  |
|               | 1968 | 1982 | 1990 | 2006 | 2013 | 2015 | 2017 | 2019 | 2020 | 2022 |